# Darius Maskoliūnas

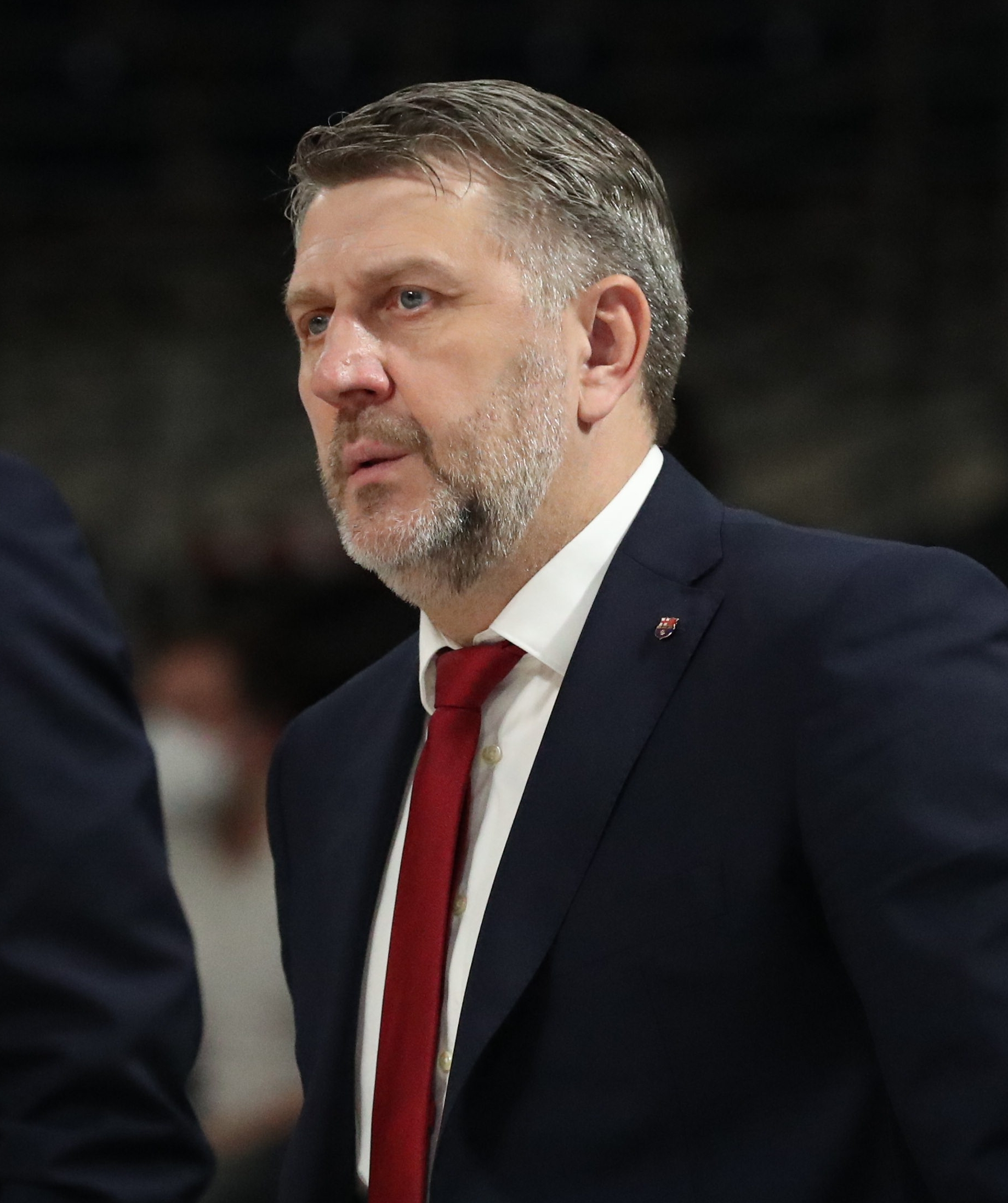
Darius Maskoliūnas (2022)

Darius Maskoliūnas (* 6. Januar 1971 in Jonava, Litauische SSR) ist ein litauischer Politiker von Vilnius und ehemaliger Basketballtrainer.

## Leben
1989 machte er Abitur an der Mittelschule Jonava. 2010 absolvierte er das Studium der öffentlichen Verwaltung an der Mykolo Romerio universitetas. Er arbeitete bei SVC als Projektentwicklungsleiter und als Präsident von Kauno krepšinio mėgėjų lyga, der Basketballamateurliga. Von 2007 war er Assistent des Trainers von Kauno „Žalgiris“ und von Dezember 2009 (nach dem Rücktritt von Gintaras Krapikas) bis Mai 2010 Chefcoach von „Žalgiris“. Im August 2010 wurde er Chefcoach von Kauno "KK Kaunas" und im Oktober 2010 Assistent von Aleksandar Trifunović bei Vilniaus "Lietuvos rytas". Im April 2011 wurde der Chefcoach von Vilniaus komanda. Im August 2011 war er Assistent von Džikić.
Er ist Mitglied von Liberalų ir centro sąjunga, ab 2010 Mitglied der Bewegung „TAIP“ (Tėvynės atgimimas ir perspektyva), von 2007 bis 2011 und von 2011 bis 2015 mit Artūro Zuoko ir Vilniaus koalicija Mitglied im Stadtrat Vilnius.
Er ist verheiratet und hat zwei Kinder.